# Sven Clement

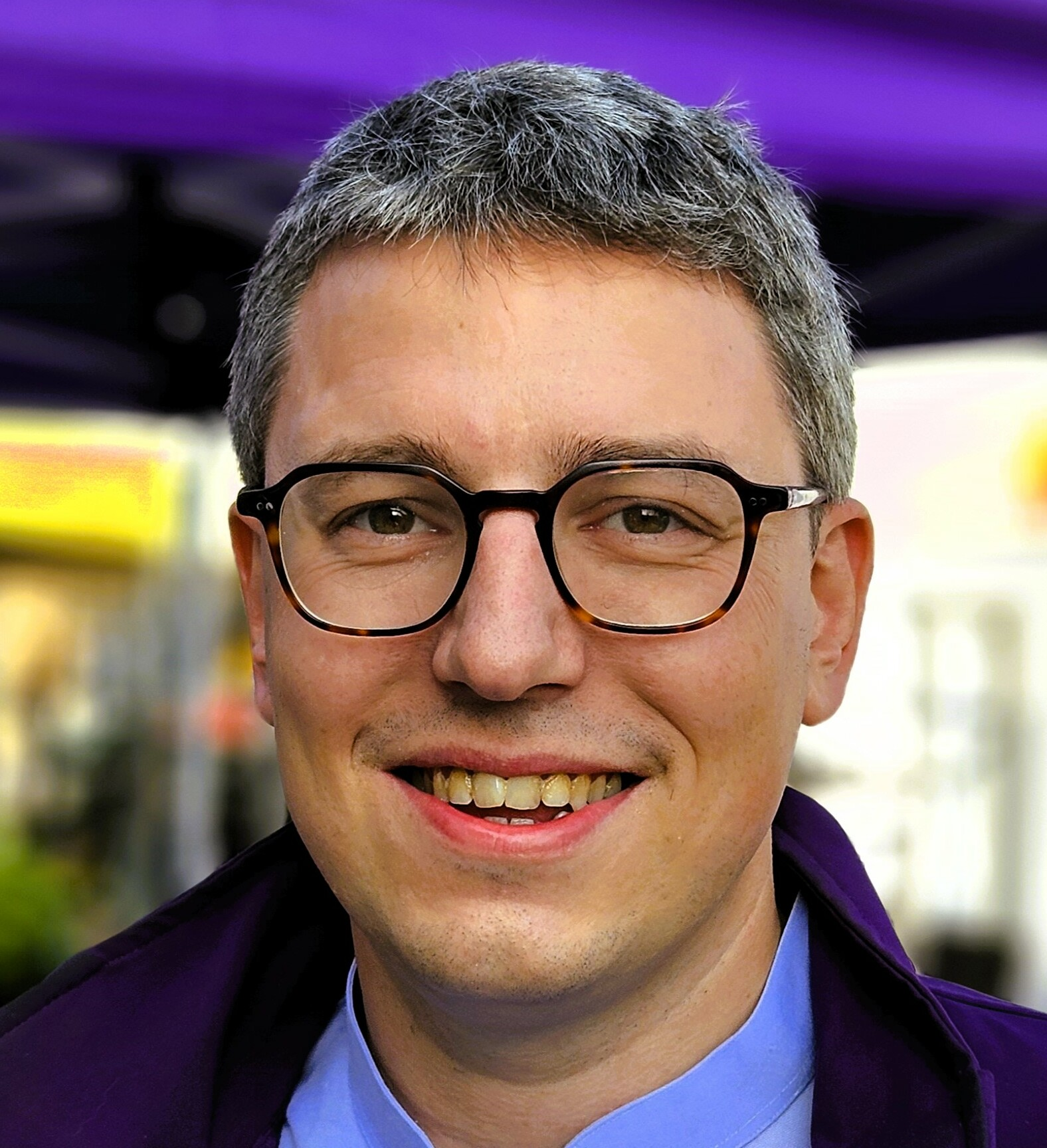
Im September 2023

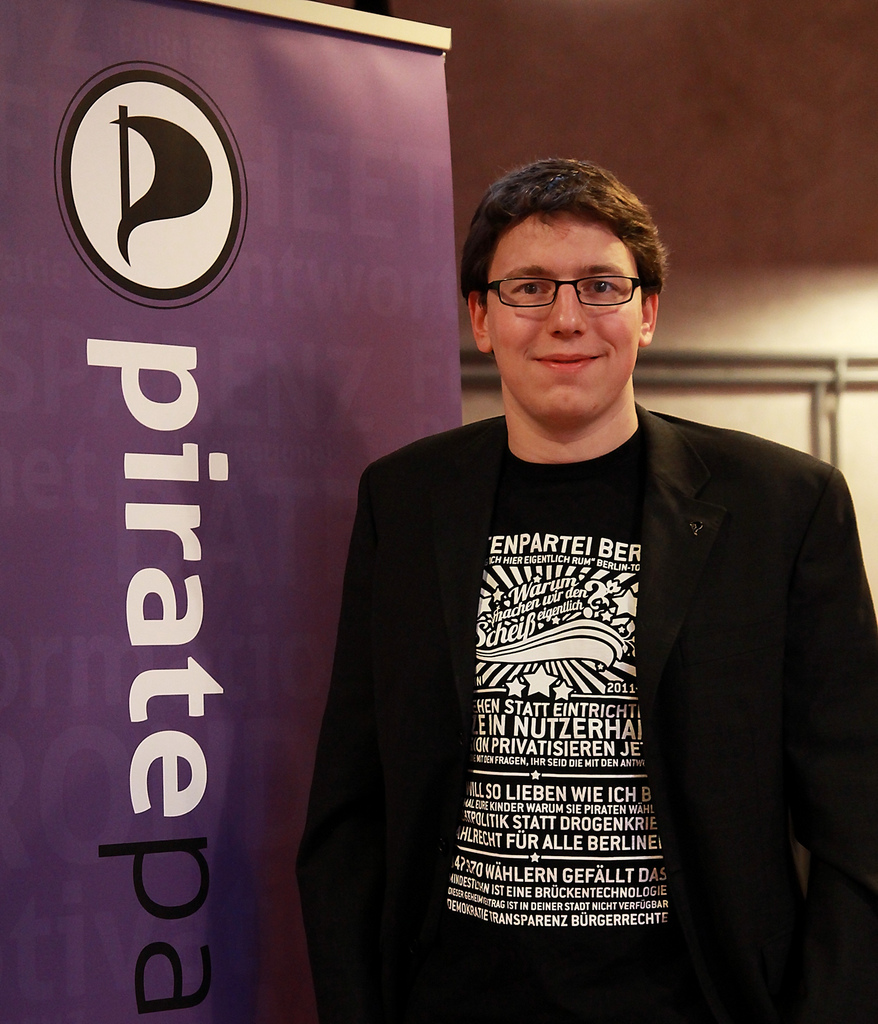
Clement auf dem Landeskongress der PPLU im Dezember 2011

Sven Clement (* 19. Januar 1989) ist ein luxemburgischer Politiker und Abgeordneter (Piratenpartei).

## Leben
Clement hat Wirtschaftsinformatik an der Universität Saarbrücken studiert und sitzt seit 2018 für die luxemburgische Piratenpartei als Abgeordneter im Parlament.
Zusammen mit seinem Parteikollegen, Jerry Weyer, betreibt er ein Beratungsunternehmen für digitale Kommunikation, Clement & Weyer Consulting sàrl, das auch an anderen Unternehmen beteiligt ist.
Sven Clement ist verheiratet und hat eine Tochter.

## Politische Karriere
Schon während seines Studiums engagierte sich Sven Clement in der LSAP. Er verließ die Partei jedoch nach den Parlamentswahlen 2009. Im Jahre 2010 wurde er zusammen mit drei weiteren Kandidaten der Piratenpartei in das Studierendenparlament der Universität des Saarlandes gewählt und war im AStA als Referent verantwortlich für die Universität der Großregion (UniGR), für den öffentlichen Verkehr und für die internationale Zusammenarbeit. Zudem war Sven Clement von Juli 2012 bis Juli 2014 Co-Vorsitzender des AStA in Saarbrücken.
2009 war er Gründungsmitglied und erster Präsident der Piratenpartei Luxemburg. Bei den Parlamentswahlen am 14. Oktober 2018 war er Spitzenkandidat der Piratenpartei im Wahlbezirk Zentrum und wurde als einer der beiden Abgeordneten der Partei in die Abgeordnetenkammer gewählt. 2019 gab er den Posten als Präsident seiner Partei ab. Heute ist er Ehrenvorsitzender der Partei.

## Medicoleak Affäre
Nach einer Beschwerde des damaligen Justizministers François Biltgen wegen Datendiebstahls wurde im Rahmen des sogenannten Medicoleak Affäre im April 2012 bei Sven Clement eine Durchsuchung durchgeführt. Dabei wurden zwei Macbooks, zwei iPhones und ein iPad beschlagnahmt. Am 16. Oktober 2014 wurde er wegen Diebstahls interner Daten und Hacking zu einer Geldstrafe von 500 Euro verurteilt.

## „Arrêt Clement“
Als Ende 2019 bekannt wurde, dass die RTL-Gruppe einen Teil ihrer Aktivitäten von Luxemburg nach Deutschland verlagern wird, hat Clement als Abgeordneter beim Premier- und Medienminister Xavier Bettel, nachgefragt um die Vereinbarung zwischen RTL und dem Luxemburger Staat lesen zu dürfen. Am 12. November 2019 erklärte der Premierminister, dass er aufgrund einer Vertraulichkeitsklausel keinen Zugang zum Vertrag gewähren könne. Sven Clement ging daraufhin vor Gericht. In erster Instanz erklärte sich das Verwaltungsgericht für unzuständig und der Fall wurde an das Oberverwaltungsgericht verwiesen. Das Gericht entschied am 26. Januar 2021, dass die Abgeordneten im Rahmen ihrer Kontrollfunktion gegenüber der Regierung das Recht haben müssen, alle Verträge zwischen dem Staat und Dritten zu lesen. Dieses Urteil sorgte für große Aufregung in den Medien und im Parlament.